# 唐迪拉體育會
唐迪拉體育會，是一家葡萄牙職業足球會，位於通德拉，成立於1933年，現時於葡萄牙足球超级联赛作賽。主場球場為若昂·卡多佐球場。

## 历史
1933年6月6日，通德拉体育俱乐部（Clube Desportivo de Tondela）由通德拉的两家俱乐部合并而成，它们分别是成立于1925年的通德拉足球俱乐部（Tondela Football Club）和成立于1932年的奥佩拉里奥竞技俱乐部（Operário Atlético Clube）。成立后，球队长期在低级别联赛里征战。
1986年，球队首次升入第三级别联赛，但只踢了两个赛季。
2005年，球队再次升入第三级别联赛。
2012年，球队首次升入第二级别联赛。
2015年，球队首次升入顶级联赛葡超，并征战了7个赛季，于2022年降级。
2025年，球队再次升入葡超。

## 外部連結
- Official webpage（页面存档备份，存于） （葡萄牙文）
- Official Statistics（页面存档备份，存于） （葡萄牙文）
- Portuguese Soccer News Links（页面存档备份，存于） （英文）